# Distretto di San Miguel de Acos
Il distretto di San Miguel de Acos è un distretto del Perù  appartenente alla provincia di Huaral, nella regione di Lima. È ubicato a nord della capitale peruviana.
Si estende per 48,16 km², a 1576 metri sul livello del mare.
La capitale è Acos.